# Moses Olsen
Simon Johansínguaq Moses Valdemar Olsen (født 10. juni 1938 i Sisimiut, død 25. september 2008 i Nuuk) var digter, samfundsdebattør og grønlandsk politiker
Efter sin realeksamen i 1959 i Nuuk tog han 1962 studentereksamen på Østre Borgerdyd, København. Samme år rejste han til Island for at studere islandsk sprog, litteratur og historie på Islands Universitet. Senere tog han eksamen som statsautoriseret translatør, og efter nogle år i Ministeriet for Grønland blev han højskolelærer på Knud Rasmussens Højskole i Sisimiut. I 1972 blev han sekretariatschef i den grønlandske fisker- og fangerorganisation KNAPK.
I 1971 blev Moses Olsen sammen med Jonathan Motzfeldt og Lars Emil Johansen valgt ind i Grønlands Landsråd.
Moses Olsen var fra 1971 – 1973 medlem af Folketinget. Ved Folketingets åbning i oktober 1972 krævede han en afstemning om Grønlands tilhørsforhold efter Grønlands nej til EF den 2. oktober 1972. (Grønland havde ikke som på Færøerne hjemmestyre, men måtte følge Danmark ind i EF). Han holdt også en åbningstale, der var med til at skabe mere dansk fokus på Grønland. Det var de første skridt mod hjemmestyre og det samarbejde, der kendes i dag.
Moses Olsen var 1975 med i en arbejdsgruppe, som Lars-Emil Johansen dannede nogle dage efter Grønlands nej til medlemskab af EF og 1977 stiftede han partiet Siumut sammen med Jonathan Motzfeldt og Lars Emil Johansen De tre var medvirkende til at Grønland fik hjemmestyre to år senere.
I 1979 blev han valgt til Grønlands Landsting og blev landsstyremedlem, (minister) som han fortsatte med at være til 1991 med forskellige ressortområder.
Moses Olsen er også digter, og det centrale i hans digtning er hans fædreland, familien og hans liv.
Han blev den 2. juli 1966 viet af Motzfeldt til Elisa Olsen.